# Голосеев, Алексей Александрович
Алексе́й Алекса́ндрович Голосе́ев (1915—1980) — полный кавалер ордена Славы.

## Биография
Родился в посёлке Белоомут ныне Луховицкого района Московской области, в крестьянской семье. В 1934 году окончил педучилище. До войны работал учителем. В Красной Армии с 1941 года.
На фронте в Великую Отечественную войну с марта 1942 года. Командир орудийного расчёта 940-го артиллерийского полка (370-я стрелковая дивизия, 3-я ударная армия, 2-й Прибалтийский фронт) старший сержант Голосеев в районе населённого пункта Юрово (4 км севернее озера Неведро Тверской области) с 13 декабря 1943 года по 3 января 1944 года артиллерийским огнём уничтожил 3 дзота, пушку и несколько десятков вражеских солдат и офицеров, подавил огонь 2 миномётных батарей, проделал 4 прохода в проволочных заграждениях и минных полях противника.
В боях с 28 февраля по 2 марта 1944 года в составе расчёта сделал 2 прохода, разбил 3 пулемёта, разрушил 2 блиндажа и наблюдательный пункт, подавил огонь 2 миномётных батарей. 7 марта 1944 года награждён орденом Славы 3 степени.
Командир расчёта тех же полка, дивизии (91-й стрелковый корпус, 69-я армия, 1-й Белорусский фронт) Голосеев 18 июля 1944 года в наступательном бою на подступах к реке Западный Буг (в 40 км западнее г. Ковель Волынской области) с расчётом артиллерийским огнём уничтожил 2 орудия и разбил 2 миномётные батареи противника.
18 августа 1944 года награждён орденом Славы 2 степени. 14 января 1945 года в 10 км западнее города Пулавы (Польша) старшина Голосеев артиллерийским огнём поразил 2 пулемёта, до 10 вражеских солдат и офицеров. 4 февраля 1945 года на подступах к реке Одер участвовал в отражении 2 контратак противника, в числе первых преодолел реку и активно вёл огонь, содействуя удержанию плацдарма. 15 мая 1946 года награждён орденом Славы 1 степени.

## Награды
- Орден Славы I степени
- Орден Славы II степени
- Орден Славы III степени